# ボールベアリングモータ
ボールベアリングモータ（英語: Ball Bearing Motor）は、電気エネルギーを運動エネルギーに変換する電動機。

## 概要
一般に、2つのボールベアリングと金属シャフトのみから構成される構造の電動機で、金属シャフトの両端にボールベアリングを取り付け、その2つのボールベアリングのブラケットに直流電流または交流電流を流すと、シャフトが回転する。通常の電動機で必要な磁石やコイルが不要で回転方向は電流の向きとは無関係で不定である。また、実験では1個のベアリングだけでもシャフト中心にリード線を接触させ、外輪との間で電流を流しても、全く同じ動作をすることが分かっている。この現象は、磁気回転効果として、アインシュタインが発見したものとかなり似ている。

## 用途
エネルギー効率は極端に悪いので、物理学の実験など、教育、研究用途が主であり、今のところ実用的な目的で使用されていないのが現状。

## 回転原理
ボールベアリングモーターが回転するのは、主にベアリング構成要素である剛球の熱膨張力説、ベアリングが磁性体であることに起因するローレンツ力説の2つの原理が提唱されている。
熱膨張力説とは、まず、ベアリングの剛球との接点に電流が流れることによるジュール熱で剛球の接点の微小ポイントが膨張することにより、それまで回転していた向きのベクトル力が働くとするもの。原理を示唆すると思われるのは、「Trevelyan's Wieger」または、「Trevelyanのロッカー」かもしれない。ただし、トレベリアンのロッカーの接点は、振動方向の力だけであり、回転力を促す横向きの力はない。ところが、ベアリングが回転している場合は、剛球の接点エリアが、内外輪との接点を結ぶ中心線から常に転動側にあり、そこにおいて接点面に膨張圧による応力が発生するという特徴がある。そしてその応力の方向は剛球の中心方向の成分と接線方向の成分に分けられ、この後者の接線方向の力成分が剛球の回転トルクに寄与しているというもの。しかし、この説を裏付けるためには、非磁性の材質による比較実験が求められる。
一方、ローレンツ力説とは、ベアリングの剛球、および、外内輪のすべて、あるいはその一部が強磁性体であると、そこに電流が流れた場合に、電流とそれによって生じる磁束によりローレンツ力が発生するが、ベアリングが回転中のみに回転トルクが発生するというものである。この説には、渦電流によるとするもの、表皮効果によるもの、残留磁束によるとするものなどがある。この中で渦電流説については、剛球の初動回転と通電後の剛球の回転の向きが逆となってしまうため新たな説明が必要になる。表皮効果を原因とするものは、剛球が導体の一つであり、これが回転すると、交流電流の場合と同様な表皮効果が現れ、ベアリングを流れる電流のほとんどは剛球の表面を流れるとし、この表皮電流とその経路に生じる磁束とによってローレンツ力が発生し、その力の方向は回転の向きと一致しているとするものである。ただし、電流の経路や発生するローレンツ力は電流の極性や回転方向によって左右されるとするため、それぞれの条件による詳しい説明が求められる。
以下に、現時点にて詳しく論じられていると思われる、2つの説、すなわち、熱膨張説と残留磁束説を順に列挙する。

### 熱膨張力説
「興味深いボールベアリングモーター」 '（ステファン・マリノフ博士）：（ボールベアリングモーターは熱エンジンであるとの説。機械翻訳のため意味不明な箇所に注意すること。）従来の熱機関における運動は、加熱された物質の膨張方向に沿っているが、ボールのこの熱機関では、加熱された物質の膨張方向に対して直角だ。熱エンジン中枢のボール全体が熱くなるのではなく、レースに触れる小さな部分だけが過熱する点接触なのだ。ボールのこの小さな接触部分だけが拡張する。ただ、膨張は非常に小さく、わずか数ミクロンです。ボールとレースは非常に硬いスチールで作られているので、わずかに楕円形のボールは、レースが回転するときに大きなトルクを発生する。
通常、ボールベアリングモータを始動させるにはプッシュが必要になる。しかし、レースの表面が完全に滑らかではないので、時折、それは自発的に（大きなボアで大きな確率で）始まる。
回転中、ボールの「バルジ」が一方のレースから他方のレースへ移動すると、局所的な過熱がボールによって吸収され、「バルジ」の半径はボール全体の半径に等しくなる。新しい接触点では、電流が流れ、オーム熱が発生すると、接触点の半径はボール全体の半径よりも大きくなり、再び駆動トルクが現れる。したがって、機械的運動の結果として、ボールは冷却されない。その結果、ボールベアリング式熱機関では、熱は運動エネルギーに変換されない。ボールとレースとの間のオーム抵抗が静止しているときと回転しているときの両方で同じであれば、機械の金属に生成されて蓄えられた熱は、機械の金属部分に残る。休息と回転で同じである。
ボールベアリングモーターは、以下のようにして静止と回転の熱量が同じであることを確認した。モーターが静止している熱量計の温度上昇を一定時間測定し、張力Uを加えて電流Iを記録した。したがって、モーター全体の抵抗はR = U / Iでした。それから、私はモーターを始動し、新しい抵抗R 'で電流I' = U '/ R'がUI = U'I 'であるような張力U'を適用した。つまり、どちらの場合も全く同じ電力を印加した。省エネ法によれば、どちらの場合も、熱量計の温度上昇は同じでなければならず、両方の場合とも同じ量の電気エネルギーが機械に投入された。
しかし、第2のケースでは、熱量計の温度上昇がより高いことを記録した。したがって、どちらの場合もオームが発生する熱は同じであると結論づけた。第2の場合には、回転するボールベアリングの摩擦から生じる熱もある。第2の場合の温度上昇は約8%であり、機械的エネルギーは入力電気エネルギーの約10%であった。
マグネットがなく、ステータの電流の磁場が "ローター"の金属に電気的な張力を誘起することができないため、ベアリングモーターにはバックテンションがないことがすぐに分かる。したがって、ボールベアリングモーターによって供給される機械的エネルギーは、省エネルギー法とは劇的に矛盾して、何の影響も受けないという確固たる結論が導き出される。
直流電源を使用すると、ボールベアリングモータは左右に回転できる。したがって、直流電磁モータは、電流の所定の方向で一方向にのみ回転するので、電磁モータであってはならない。ボールベアリングモーターはDCとACの両方で回転する。より大きな電流でより速く回転する。ボールベアリングモーターの抵抗は電流に依存することに注意することが重要であって、より高い電流に対してはそれはより低くなる。電流が倍増すると、印加される張力は、例えば1.3倍だけ増加する。ここでは、回転数の増加による抵抗の増加と、電流の増加による抵抗の減少との混乱を避けねばならない。明らかに、より高い電流がより高い回転速度につながることは明らか。ボールベアリングをボックスヒアリングで置き換えると、トルクは消える。均等な印加電力と同じ数と大きさのボール（すなわち、等しい抵抗値）では、より大きなボアを有するボールベアリングの方がトルクが大きくなる。ボアの2倍のボールベアリングは、トルクの2倍のトルクを持ちます。より大きなボールベアリングは、より多くのボールを有し、その結果、より大きなトルクを有するが、消費電力はより高くなる。

### ローレンツ力説
残留磁束によるローレンツ力説 （ベアリングモータ研究家 熊谷雄一）：
ベアリングモーターは、初動回転を与えてあげなければ回転しないが、場合によっては通電しただけで回ることもあるという実験報告にこの研究家は注目した模様。彼は、初期状態として存在するものは磁性以外に考えられないもの判断したようである。剛球に電流を流した結果、剛球内のあらゆる箇所では電流による残留磁化が生じているに違いないとし、その磁束密度とその部分を通過する電流との間で働くローレンツ力は、必ず剛球の初期転動方向と同じ向きの力になるものとした。以下は、その詳細である。
求められるベアリングの材質ベアリングの外輪は一般に固定されるため、ここは磁性のないステンレスや銅のような導体でも問題ない。しかし、回転体となる剛球、またはシャフトに接する内輪の少なくともどちらかは原則として磁性体である必要がある。しかし、すべて磁性体としても極めて低効率なモーターであることに変わりないので、実際に回転を確認するためには剛球と内輪の双方は基本的に共に強磁性体でなければならないだろう。
基本的な回転原理ベアリング内の個々の剛球が転動しているときに電流が流れると、電流ベクトルの変化に伴い、剛球内の磁束密度に磁気ヒステリシスが生じる。そして、このときの残留磁束密度とそこを経路とする電流との間でローレンツ力が生じ、そのベクトルは、剛球の転動方向と向きが一致するため、剛球は回転を加速し、ベアリングの摩擦とシャフト負荷の抗力による限界値まで加速してゆくことになりる。
回転の初期条件全く着磁されていない静止しているベアリングに電流を流しただけでは、ベアリングは回転しない。このとき、ベアリングの外輪と内輪と接する剛球の２か所の接点を結ぶ中心線に対して、剛球の半径である外周が最大で、中心線部分の磁束密度はゼロとなっている。こうなるのはビオサバールの法則およびアンペールの法則から明らかである。このとき、剛球内のどこにおいてもローレンツ力は常に剛球の中心線方向であり、そのベクトルの総和はゼロになる。しかし、剛球がほんの僅かでも転動すると、剛球の中心線に対する転動方向側と後方側の磁束密度の分布が非対称になる。このため、剛球内各所のローレンツ力のバランスに差が生じ、剛球各所のローレンツ力の総和によって回転トルクが発生する。
したがって、最初にベアリングに電流を流すことと、剛球をわずかに転動、すなわち助力を与えてベアリングを回転させるという行為が必要になり、この２つによって回転の条件が整うことになる。
回転中の磁束分布: ベアリングモーターの回転中は、剛球の中心線の磁束はゼロではなくなる。回転している剛球の中心線の各点において、その半径における最大の残留磁束密度に移行するためである。同様に、剛球内の磁束密度のゼロポジションも転動方向に移動することになる。しかし、剛球の回転中心は常に磁束密度はゼロとなる。また、剛球の電流の入出力部となる接点エリアの中に磁束密度ゼロのポジションがある。そして、これらのポジションを結ぶ磁束密度がゼロとなるラインは、磁気ヒステリシス特性である、BH曲線上における保磁力Hｃの部分になる。したがって、回転中の磁束密度分布はすべて剛球のBH曲線に従うことになる。
内輪におけるローレンツ力：ベアリングの剛球に生じている現象と全く同じ現象が、強磁性体の内輪にも生じる。内輪の場合の電流は剛球との接点からの発散か、あるいは収束するかのどちらかである。しかし、どちらにも電流の単一指向性があるため、必ず磁界が発生するので、内輪であっても、磁性体による残留磁束密度の影響を受けることになる。ここで内輪が剛球の転動に伴って回転すると、内輪の剛球との接点を通る中心線の磁束密度は剛球の場合と同様、残留磁束密度に落ち着き、この残留磁束密度と、そこを経路とする電流との間で働くローレンツ力のベクトルは内輪の回転方向と一致することなる。
総合回転トルク: これまでの説明のとおり、ベアリングの個々の剛球には初動させる方向にローレンツ力が発生し、内輪にもシャフトの回転する方向にローレンツ力を発生させるというものである。そして、ベアリング内のすべての剛球とその接点およびそれに接する内輪に生じるローレンツ力の総和によって、ベアリングのシャフトに回転トルクが発生することになる。
微小エリアのローレンツ力：残留磁束によるローレンツ力発生の状況は、剛球と内輪との接触点という微小レベルでも見られる。微小レベルでは、剛球の接点は1か所であるとは限らない、さらに、実際の接点は点ではなく、微小ながらも面積を持つ。その面内を電流が一様に通過すると仮定した場合、剛球の転動に伴い接点位置が移行するが、そのときの磁束密度分布は、接触面エリアの中心はゼロから最大磁束密度へと移行する。その結果、接点エリアの大半において剛球を転動する力、すなわち回転トルクが働くのが分かる。

## 許容電流の改善
ベアリングモーターの欠点は、剛球の2箇所の接点の許容電流容量が極端に低いことにある。たとえば、毎分1000回転のベアリングに電流を1Aを数時間通電しただけで、剛球の転動面に電食が発生する場合がある。一般には電食に対処するためには、導電性グリースを用いることが勧められている。油脂中にマイクロカーボンを分散させた、体積抵抗率が100～1ＫΩ・cm程度の導電性グリースを使用すると電食はかなり防いだという報告もある。それで、ベアリングの寿命を縮める電食をできるだけ低減するために、可能なら、ベアリング内のグリースを一旦除去し、内部の転動面に導電性グリースを塗布できる。さらに、電食を改善する方法としては、ベアリングの内輪に中心軸方向の与圧を与えて剛球とレース間の隙間をなくすることにより、ほとんどすべての剛球に通電させることが可能である。こうすることにより、電流が特定の剛球だけを流れてしまうのを防止でき、電流をより多く流すことが可能になる。さらに、根本的な改善としては、剛球使用しないで、円筒ころ軸受のベアリングに変更することである。こうすることにより、電流の接触部分が線状となるため、剛球の場合と比較して接触抵抗を大幅に低減させ、それによって、許容電流を十分増加することが可能になる。

## ベアリングモーターに使用する電源

### 注意事項
ベアリングに電流が流れすぎるとベアリングは短時間のうちに損傷して、その後、回転しなくなることがある。ベアリングモーターの電気回路は短絡に近いので、簡易な実験の際は電源電圧を数ボルト程度にとどめなくてはならない。電源電圧が高い場合には、回路に発熱可能な抵抗やニクロム線などの電流制限機構を設ける必要がある。内部抵抗が極端に低いバッテリーなどから直に接続すると、大電流が流れて電線の被覆から発火して火事になる場合があるので特に注意すべきである。

### 直流電源を使用
モーター自体の特性から、可能なら電流設定を自由にコントロールできる定電流電源装置を使用することが望ましいと思われる。

### 交流電源を使用
家庭用交流コンセントから電源を取る場合は、単巻トランスは使用せず、必ず2次側が絶縁されたトランスを用いて降圧してから用いるようにしてほしい。

## 文献
- 中川雅仁「単極モーターの動作原理」『日本物理教育学会誌「物理教育」』第2号、2007年、141-144頁。
- 霜田光一「やさしくて難しい電磁気の実験」『パリティ』第12号、1989年12月、80-83頁。
- 「モーター進化の百年」『大人の科学マガジン』、学研、2008年9月30日。
- NSK カタログ・ＣＡＤデータ